# کوواچوو (استان بلاگووگراد)
کوواچوو (به بلغاری: Kovachevo) یک منطقهٔ مسکونی در بلغارستان است که در ساندانسکی واقع شده‌است.